# Yeavering

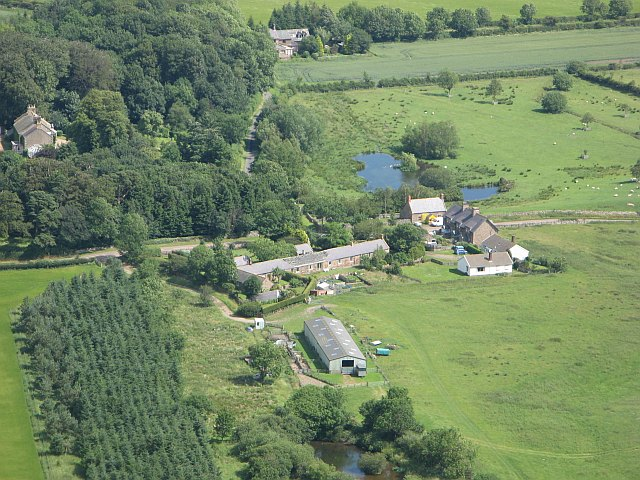
Imagem vista de cima

Yeavering é um pequeno hamlet no canto nordeste da paróquia civil de Kirknewton no condado inglês de Nortúmbria. Fica localizado no Rio Glen, na porção norte de Cheviot Hills. Ganhou notoriedade por ter sido a localidade de um grande assentamento Anglo-Saxão que arqueólogos interpretaram como sendo um dos assentos da realeza mantida pelos reis da Bernícia no século VII.